# Catastrophe de Furiani
La catastrophe de Furiani désigne l'effondrement d'une tribune Nord du stade Armand-Cesari (situé à Furiani).
Elle s'est déroulée le 5 mai 1992, lors de la demi-finale de la coupe de France de football 1991-1992, opposant le SC Bastia à l'Olympique de Marseille.
Elle a causé la mort de 18 personnes et blessé 2 357 spectateurs.

## Contexte

### Le parcours de Bastia en Coupe de France
| Parcours du Sporting Étoile Club de Bastia | Parcours du Sporting Étoile Club de Bastia | Parcours du Sporting Étoile Club de Bastia |
| ------------------------------------------ | ------------------------------------------ | ------------------------------------------ |
| 7e tour                                    | Bastia - FC Annecy (D2)                    | 3-0                                        |
| 8e tour                                    | Thonon-les-Bains (D4) - Bastia             | 0-2                                        |
| 32e                                        | US Fesches le Châtel (DH) - Bastia         | 0-1                                        |
| 16e                                        | Bastia - Toulouse FC (D1)                  | 2-0                                        |
| 8e                                         | OGC Nice (D2) - Bastia                     | 0-1                                        |
| Quarts                                     | Bastia - AS Nancy-Lorraine                 | 0-0 (3-0tab)                               |

Le match opposant Bastia à Thonon-les-Bains, lors du 8e tour, a lieu le 26 janvier 1992. Le SECB est alors quatrième de D2, avec un total de 26 points. Bastia avait déjà affronté Thonon à deux reprises en Division 2 1986-1987, et les deux rencontres étaient des victoires corses, 0-1 à Thonon et 2-1 à Furiani.

### Le parcours de Marseille en Coupe de France
| Parcours de l'Olympique de Marseille | Parcours de l'Olympique de Marseille      | Parcours de l'Olympique de Marseille |
| ------------------------------------ | ----------------------------------------- | ------------------------------------ |
| 32e                                  | Marseille - FC Girondins de Bordeaux (D2) | 1-0                                  |
| 16e                                  | FC Istres (D2) - Marseille                | 1-2                                  |
| 8e                                   | US Valenciennes-Anzin (D2) - Marseille    | 0-2                                  |
| Quarts                               | SM Caen (D1) - Marseille                  | 1-3                                  |

### La préparation de la demi-finale
Après la qualification contre l'AS Nancy-Lorraine, les dirigeants du club décident de raser la tribune Claude Papi (qui contenait 750 places) et de la remplacer par une structure métallique.
Leur but est de porter la capacité du stade à 18 000 places.
Les opérations de destruction se déroulent dans la nuit du 24 au 25 avril 1992, sans permis de démolition déposé.
Une fois l'espace libéré, les dirigeants bastiais font appel à une entreprise niçoise, Sud-Tribunes. Celle-ci est chargée de réaliser une tribune de 9 300 places pour un coût d'un million de francs.
Les travaux de cette nouvelle tribune débutent le 28 avril 1992 par le terrassement. Parallèlement, Sud-Tribunes tente de faire venir les pièces nécessaires à la construction : une grève des dockers bloque le port de Marseille.
Finalement, elle assure pouvoir disposer de pièces suffisantes en Corse.
Le 29 avril 1992, la commission de sécurité se rend sur le chantier pour l'inspecter.
À la suite de cette visite, la Ligue corse de football envoie à la fédération un avis favorable à la tenue du match. Il s'agit d'un faux document. Lors des 3 réunions intermédiaires, les membres de la commission de sécurité (gendarmerie, pompiers, direction départementale de l'Équipement et préfecture) ont, sous l'impulsion des pompiers, émis des réserves sur cette construction.
Les tickets sont mis en vente. Contrairement à la loi, ils ne comportent aucune mention tarifaire ; ils sont 75 % plus chers que pour le quart de finale. Seul 1,3 million de francs est déclaré, alors que la recette est estimée au triple.
La veille du match, le lundi 4 mai 1992, les travaux ne sont toujours pas terminés. Une nouvelle commission de sécurité inspecte le chantier et note que « le niveau de sécurité reste très insuffisant ».
Le jour du match, les travaux se poursuivent. Une ultime commission de sécurité se tient alors que les portes du stade sont ouvertes.
Henri Hurand, préfet de Haute-Corse et Raymond le Deun, son directeur de cabinet sont injoignables, ils se trouvent à l'aéroport de Bastia Poretta pour la réception protocolaire de Bernard Tapie, ministre de la Ville, et d'Émile Zuccarelli, ministre des Postes et Télécommunications, par ailleurs, respectivement, président de l'Olympique de Marseille et maire de Bastia.
Aucun fonctionnaire de la préfecture n'a été désigné pour assurer la présidence de la commission, alors que le paraphe préfectoral est obligatoire.
Le match commencera sans avis valide de la commission de sécurité.

## Le drame
Le coup d'envoi du match entre le Sporting et l'OM est prévu à 20 h 30 le 5 mai 1992.
Dès 19 h, des responsables de la sécurité sont inquiets : la tribune repose sur des cales en bois et des parpaings non scellés qui commencent à bouger. Des employés de Sud-Tribunes revissent boulons et écrous. La partie arrière de la tribune est construite à partir de tubulures métalliques de qualité inférieure, formant une série de cadres non contreventés.
Jean-Pierre Paoli, le speaker du stade, est sommé par des représentants de la sécurité de calmer les supporters au micro. À 20 h 15, il invite les supporters de la tribune Nord à « ne pas taper des pieds surtout sur les parties métalliques » ; il n'est pas écouté.
À 20 h 23, les journalistes de TF1 prennent l'antenne pour la retransmission télévisée. La partie haute de la tribune Nord se renverse en arrière et s'effondre. Un immense bruit résonne dans tout le stade. Le seul enregistrement de la chute est une vidéo d'un supporter depuis la tribune effondrée. Les spectateurs assis en haut au dernier rang font une chute de 15 mètres.
Des spectateurs envahissent la pelouse pour fuir la partie basse de la tribune restée en place. Certains passent devant les caméras de télévision et signifient à leur famille qu'ils sont vivants.
Les secours se mettent en place, les deux unités du SAMU, prévues pour le match, prennent en charge les premiers blessés ; ils sont vite débordés.
À 21 h, l'ordre d'évacuation des spectateurs du stade est donné, afin de faciliter le travail des secours. Un détachement de la CRS 14 de Bordeaux participe à l'évacuation des blessés et des autres spectateurs.
À 21 h 30, des hélicoptères de la sécurité civile se posent sur la pelouse du stade pour évacuer les blessés. Le plan rouge est déclenché à 22 h par le ministre de l'Intérieur Paul Quilès.
À 22 h, le premier bilan fait état d'un mort et de 50 blessés. Les secours ont du mal à évacuer les blessés : une seule route donne accès au stade, coincée entre une voie ferrée et la lagune. L'aéroport de Bastia Poretta est utilisé pour transporter des blessés sur le continent, notamment vers les hôpitaux de Nice et Marseille. Ceux de Corse sont saturés.
Le bilan total des victimes est de 18 morts et 2 357 blessés. Parmi les 36 journalistes présents en haut de la tribune, Michel Vivarelli et Jean-Pierre Giudicelli, tous deux de France Bleu RCFM, Jean-Baptiste Dumas de RTL, et Michel Mottier de France Inter sont décédés. Ceux de France Inter, La Corse, Corse-Matin, RCFM et RCFI, Jacques Vendroux, Jean-Paul Capuri, Richard Graziani, Jean-Marc Raffaelli, Charles Monti, Toussaint Colombani, Paul Giorgi, Jo Cervoni, Lucien Marfisi, Francis Massiani, Arnaud Tzanck, Didier Grassi, Philippe Jame, Avi Assouly et Gilles Verdez sont blessés à des degrés divers.

## Réactions

### Les réactions sportives
Les joueurs marseillais et bastiais refusent que le match puisse être joué ou rejoué. C'est aussi l'avis de Michel Platini, alors sélectionneur de l'équipe de France de football.
Le président de l'AS Monaco adresse sa « solidarité et ses condoléances » aux victimes et à leurs familles, alors que son équipe est sur le point de disputer la finale de la Coupe des coupes. Une minute de silence sera observée avant la finale.
Le week-end suivant, une minute de silence est respectée avant les matchs du championnat de France de rugby.

### Les réactions politiques
Le lendemain de la catastrophe, le président de la République François Mitterrand déclare que « la France est solidaire », lors de sa visite à l'hôpital de Bastia.

## Conséquences

### Sur le plan sportif
Étant donné que le match n'a pu se dérouler, la finale n'a pas eu lieu et la Coupe n'a donc pas été attribuée. L'AS Monaco, qualifiée aux tirs au but face à l'AS Cannes dans l'autre demi-finale, a toutefois pu disputer la Coupe des Coupes la saison suivante.
En 2012, pour le 20e anniversaire de la catastrophe et à la suite d'une pétition lancée par des familles de victimes, la LFP et la FFF décident qu'aucune rencontre ne se jouerait le 5 mai 2012. Les matchs de la 36e journée de Ligue 1 sont déplacés au lundi 7 mai.

### Sur le plan judiciaire
L'instruction du procès est close le 4 janvier 1993.
Le 23 avril 1993, la chambre d'accusation de la Cour d'appel de Bastia renvoie 13 des 18 personnes inculpées devant la chambre correctionnelle du Tribunal de Grande Instance de Bastia et confirme le non-lieu des cinq autres prévenus.
Le procès s'ouvre le 4 janvier 1995.
Le procès en appel se déroule à partir du 16 octobre 1995, la cour pratiquant à cette occasion un nivellement des peines.
Le tribunal correctionnel de Bastia rend son jugement le 31 octobre 1995 :
- Jean-Marie Boimond (directeur technique de Sud-Tribunes et ingénieur en génie civil qui a supervisé la construction de la tribune nord), est condamné pour homicide et blessures involontaires, vingt-quatre mois de prison ferme, 30 000 francs d'amende ;
- Michel Lorenzi (vice-président du Sporting Club bastiais), instigateur d'un faux procès-verbal, est condamné à vingt-quatre mois de prison ferme, 30 000 francs d'amende en première instance, dix mois avec sursis, 15 000 francs d'amende en appel ;
- Bernard Rossi (dirigeant de la Socotec, la société qui a effectué le contrôle technique) écope de dix-huit mois ferme et 30 000 francs d'amende en première instance, vingt mois avec sursis en appel ;
- Étienne Galeazzi (secrétaire général de la Ligue de football corse) : dix-huit mois ferme et 30 000 francs d'amende en première instance, vingt mois avec sursis en appel ;
- Ange Paolacci (secrétaire administratif de la Ligue de football corse) : dix-huit mois ferme et 30 000 francs d'amende en première instance, vingt mois avec sursis en appel ;
- Yves Bartolini (membre du comité directeur de la Ligue de football corse) : douze mois ferme et 30 000 francs d'amende en première instance, dix mois et 15 000 francs d'amende en appel ;
- Luc Pilard (président de la commission d'organisation de la coupe de France) : dix-huit mois avec sursis en première instance, vingt mois avec sursis en appel ;
- Michel Cagnion (directeur général de la FFF) : dix-huit mois avec sursis en première instance, vingt mois avec sursis en appel ;

Raymond Le Deun (directeur du cabinet du préfet), Didier Cauville (directeur départemental de l'équipement) et les officiers des sapeur-pompiers Christian Fill et Michel Andrei sont relaxés.
L'action publique s'est éteinte contre Jean-François Filippi (ancien président du Sporting Club bastiais et maire de Lucciana), assassiné le 26 décembre 1994.
Le 13 décembre 1995, la Cour d'appel de Bastia rend son arrêt. Seul condamné à de la prison ferme (deux ans), Jean-Marie Boimond, le constructeur de la tribune, est également le seul à avoir reconnu sa faute et n'a pas fait appel.
Les autres prévenus voient leurs peines atténuées. Celle-ci s'est montrée plus sévère à l'égard de Raymond Le Deun, directeur de cabinet du préfet de Haute-Corse. D'abord relaxé, il est condamné pour homicide et blessures involontaires : vingt mois de prison avec sursis et 30 000 francs d'amende.
La Cour a modifié à la baisse la condamnation de Bernard Rossi, directeur de l'agence de contrôle technique (vingt mois de prison avec sursis), celles des quatre organisateurs corses du match et des deux responsables de la Fédération française de football,.
Les pourvois en cassation sont rejetés en juin 1997.

### Sur l'organisation des manifestations sportives
À la suite de la catastrophe, le ministère de la Jeunesse et des Sports modifie les règles pour l'homologation des enceintes destinées à recevoir des manifestations ouvertes au public. Une loi régit désormais les équipements en plein air de plus de 3 000 spectateurs ainsi que les équipements couverts de plus de 500 spectateurs.

## Une journée de commémoration le 5 mai
Une pétition a été mise en ligne en novembre 2011, afin que le 5 mai devienne une journée sans football.
En 2012, la finale de la Coupe de France est programmée le 5 mai. Les familles des victimes obtiennent son report via la ministre des Sports de l'époque (Chantal Jouanno) puis le report de la journée de championnat prévue le même jour.
En 2015, la ligue s'engage à ne plus programmer de match de foot les samedi 5 mai, et c'est ce qui arrive en 2018. L'année suivante, le 5 mai est un dimanche, des matchs sont joués et provoquent de nouveau la colère des familles.
Le 13 février 2020, l'Assemblée nationale adopte la proposition de loi sur le gel des matchs de football le 5 mai.
Cette proposition de loi dispose qu'aucune rencontre ou manifestation sportive organisée dans le cadre ou en marge des championnats de France professionnels de football de première et deuxième divisions, de la Coupe de France de football et du Trophée des Champions n’est jouée à la date du 5 mai. Lors de toutes les rencontres ou manifestations sportives entre clubs amateurs et professionnels, à l’exclusion de celles mentionnées à la première phrase du présent alinéa, organisées par la Fédération française de football, une minute de silence est observée.
De plus, tous les 5 mai, lors des matchs de football officiels des championnats amateurs, chaque joueur des deux équipes et les membres du corps arbitral portent un brassard noir.
La proposition de loi doit être examinée par le Sénat. Le 14 octobre 2021, le Sénat entérine la décision prise par l'Assemblée nationale en février 2020, et finalise la neutralisation du 5 mai dans le calendrier footballistique en France.

## Médiagraphie

### Documentaires télévisés
- « La catastrophe de Furiani » en décembre 2001 dans Secrets d'actualité[vidéo 3] sur M6.
- « Drame de Furiani » dans Le Droit de savoir en 2004 sur TF1.
- Les grands drames du sport en juin 2014 sur RMC Découverte.
- « Tribune de Furiani : une catastrophe annoncée » le 6 mai 2009 dans Enquêtes criminelles : le magazine des faits divers sur W9.
- "Stade de Furiani" sur Public Sénat
- "Le drame de Furiani : une tribune à tout prix" en 2012 dans Flashback sur France 3

### Vidéos
1. ↑  « Direct accident tribune Bastia, 5 mai 1992 » [vidéo], sur ina.fr, Antenne 2
2. ↑  « Organisation secours, 6 mai 1992 » [vidéo], sur ina.fr, Antenne 2
3. 1 2  « Réaction des joueurs, 6 mai 1992 » [vidéo], sur ina.fr, Antenne 2